# Biélorussie aux Jeux olympiques d'été de 2020
La Biélorussie participe aux Jeux olympiques de 2020 à Tokyo au Japon. Il s'agit de sa 7e participation à des Jeux d'été.

## Contexte, incidents

### Contexte avant les Jeux
Depuis plusieurs années, le comité national olympique biélorusse (CNO-RB) est accusé de discrimination politique dans la sélection et le traitement des athlètes. Les accusations et les tensions envers les athlètes ont atteint leur paroxysme en 2020 après la réélection contestée du président biélorusse Alexandre Loukachenko et des protestations généralisées qui ont suivi. C'est son fils Viktor Loukachenko qui dirige le CNO-RB.
Il y a également eu des allégations selon lesquelles le CNO-RB a été associé à la torture d'athlètes qui se sont prononcés contre Loukachenko et sur lesquelles le Comité international olympique a enquêté.
Avant les Jeux, en décembre 2020, et à nouveau en mars 2021, le CIO a restreint le CNO-RB pour les violations des droits des athlètes. Les mesures de 2020 étaient les suivantes : interdire à tous les officiels du CNO-RB d'assister aux épreuves olympiques ; suspendre le soutien financier du CNO-RB ; permettre la neutralité politique pour les athlètes biélorusses ; interdire à la Biélorussie d'accueillir des événements olympiques ; demander à tous les autres membres olympiques d'accepter les mesures dans l'intérêt de la sécurité des athlètes biélorusses. Les mesures de 2021 ont réitéré celles de 2020 en y ajoutant que le CIO ne reconnaissait pas les responsables du CNO-RB qui occupaient également des postes gouvernementaux et demandant que la sélection olympique dans le pays soit apolitique.
Après les deuxièmes sanctions de mars 2021 et le CIO ne reconnaissant pas les résultats de l'élection de la direction du CNO-RB le même mois, d'autres comités nationaux et organisations sportives ont demandé que le CNO-RB lui-même ne soit pas reconnu avant le début des Jeux olympiques de 2020, et, pour les athlètes biélorusses, de concourir indépendamment sous le drapeau olympique.

### Disqualification d'athlètes
Le 28 juillet 2021, l'AIU (Athletics Integrity Unit (en)) a annoncé que la Biélorussie était l'un des nombreux pays qui n'avaient pas satisfait aux exigences minimales en matière de tests de dépistage de drogue conformément à la « règle 15 », qui exige au moins trois tests sans préavis en dehors des tests de dépistage de drogue dans le sang et l'urine. Ainsi, trois athlètes ont été disqualifiés,. Il a été révélé plus tard que deux de ces athlètes étaient les coureuses Hanna Mikhailava et Krystsina Muliarchyk.

### Retrait de Krystsina Tsimanouskaya de l'équipe biélorusse
La sprinteuse Krystsina Tsimanouskaya s'est qualifiée pour participer aux Jeux olympiques d'été dans les épreuves du 100 m et du 200 m. Après que plusieurs athlètes biélorusses aient été disqualifiées pour ne pas avoir satisfait aux exigences minimales de contrôle antidopage, les autorités sportives nationales l'ont inscrite au relais 4 × 400 m en plus de ses épreuves prévues. Tsimanouskaya, qui n'a jamais couru sur cette distance, a affirmé que cette décision avait été prise sans son consentement et a critiqué publiquement les autorités sportives nationales sur son compte Instagram,.
Le 1er août 2021, elle aurait été emmenée de force à l'aéroport de Tokyo-Haneda par des membres du Comité national olympique biélorusse. Elle a refusé de monter à bord d'un vol de retour vers la Biélorussie et a demandé l'aide du Comité international olympique et du Japon.

## Médaillés
| Sport       | Discipline      | Athlète(s)       | Performance   | Date       |
| ----------- | --------------- | ---------------- | ------------- | ---------- |
| Gymnastique | Concours hommes | Ivan Litvinovich | 61,715 points | 31 juillet |

| Sport    | Discipline         | Athlète(s)                                                       | Performance                 | Date   |
| -------- | ------------------ | ---------------------------------------------------------------- | --------------------------- | ------ |
| Lutte    | Libre femmes 57 kg | Iryna Kurachkina                                                 | Risako Kawai Défaite 0-5    | 5 août |
| Lutte    | Libre hommes 74 kg | Magomedkhabib Kadimagomedov                                      | Zaurbek Sidakov Défaite 0-7 | 6 août |
| Natation | K-4 500 m femmes   | Volha Khudzenka Maryna Paltaran Marharyta Makhneva Nadzeya Papok | 1 min 36 s 073              | 7 août |

| Sport      | Discipline             | Athlète(s)           | Performance                          | Date     |
| ---------- | ---------------------- | -------------------- | ------------------------------------ | -------- |
| Athlétisme | Saut en hauteur hommes | Maksim Nedasekau     | 2,37 m NR                            | 1er août |
| Lutte      | Libre femmes 53 kg     | Vanesa Kaladzinskaya | Jacarra Winchester Victoire 4-0 (VT) | 6 août   |
| Badminton  | Concours individuel    | Alina Harnasko       | 102,700 points                       | 7 août   |

| Sport       |   |   |   | Total |
| ----------- | - | - | - | ----- |
| Gymnastique | 1 | 0 | 1 | 2     |
| Lutte       | 0 | 2 | 1 | 3     |
| Canoë-kayak | 0 | 1 | 0 | 1     |
| Athlétisme  | 0 | 0 | 1 | 1     |
| Total       | 1 | 3 | 3 | 7     |

| Jour       |   |   |   | Total |
| ---------- | - | - | - | ----- |
| 31 juillet | 1 | 0 | 0 | 1     |
| 1er août   | 0 | 0 | 1 | 1     |
| 5 août     | 0 | 1 | 0 | 1     |
| 6 août     | 0 | 1 | 1 | 2     |
| 7 août     | 0 | 1 | 1 | 2     |
| Total      | 1 | 3 | 3 | 7     |

| Sexe   |   |   |   | Total |
| ------ | - | - | - | ----- |
| Femmes | 0 | 2 | 2 | 4     |
| Hommes | 1 | 1 | 1 | 3     |
| Total  | 1 | 3 | 3 | 7     |

## Athlètes engagés
| Sport                 | Hommes | Femmes | Total |
| --------------------- | ------ | ------ | ----- |
| Athlétisme            | 12     | 18     | 30    |
| Aviron                | 2      | 3      | 5     |
| Boxe                  | 4      | 0      | 4     |
| Canoë-kayak           | 6      | 10     | 16    |
| Cyclisme              | 2      | 2      | 4     |
| Équitation            | 2      | 0      | 2     |
| Gymnastique           | 3      | 7      | 10    |
| Haltérophilie         | 1      | 1      | 2     |
| Judo                  | 2      | 1      | 3     |
| Lutte                 | 5      | 3      | 8     |
| Natation              | 4      | 2      | 6     |
| Natation synchronisée | -      | 2      | 2     |
| Pentathlon moderne    | 1      | 2      | 3     |
| Tennis                | 2      | 1      | 3     |
| Tir                   | 1      | 2      | 3     |
| Tir à l'arc           | 0      | 3      | 3     |
| Voile                 | 1      | 1      | 2     |
| Total                 | 48     | 58     | 106   |

## Résultats

### Athlétisme
| Vitali Parakhonka                                                    | 110 m haies              | 13 s 61      | 5e          | Éliminé     | Éliminé     | Éliminé         | Éliminé   |           |           |
| Aliaksandr Liakhovich                                                | 20 km marche masculin    | Non disputé  | Non disputé | Non disputé | Non disputé | 1 h 31 min 28 s | 45e       |           |           |
| Dzmitry Dziubin                                                      | 50 km marche             | Non disputé  | Non disputé | Non disputé | Non disputé | 4 h 0 min 25 s  | 22e       |           |           |
| Krystsina Tsimanouskaya                                              | 100 m féminin            | 11 s 47      | 4e          | Éliminée    | Éliminée    | Éliminée        | Éliminée  |           |           |
| Krystsina Tsimanouskaya                                              | 200 m féminin            | Non disputé  | Non disputé | Forfait     | Forfait     | Éliminée        | Éliminée  | Éliminée  | Éliminée  |
| Volha Mazuronak                                                      | Marathon féminin         | Non disputé  | Non disputé | Non disputé | Non disputé | 2 h 29 min 6 s  | 5e        |           |           |
| Nina Savina                                                          | Marathon féminin         | Non disputé  | Non disputé | Non disputé | Non disputé | 2 h 38 min 41 s | 50e       |           |           |
| Viktoryia Rashchupkina                                               | 20 km marche féminin     | Non disputé  | Non disputé | Non disputé | Non disputé | 1 h 43 min 33 s | 49e       |           |           |
| Anna Terlyukevich                                                    | 20 km marche féminin     | Non disputé  | Non disputé | Non disputé | Non disputé | 1 h 37 min 22 s | 31e       |           |           |
| Anastasiya Rarouskaya                                                | 20 km marche féminin     | Non disputé  | Non disputé | Non disputé | Non disputé | 1 h 35 min 9 s  | 23e       |           |           |
| Yuliya Bliznets Elvira Herman Aliaksandra Khilmanovich Asteria Limai | Relais 4 × 400 m féminin | 3 min 33 s 0 | 8e          | Non disputé | Non disputé | Éliminées       | Éliminées | Éliminées | Éliminées |

| Athlète                     | Épreuve                    | Qualification | Qualification | Finale      | Finale                              |
| Athlète                     | Épreuve                    | Performance   | Rang          | Performance | Rang                                |
| --------------------------- | -------------------------- | ------------- | ------------- | ----------- | ----------------------------------- |
| Dzmitry Nabokau             | Saut en hauteur masculin   | 2,25 m        | 14e           | Éliminé     | Éliminé                             |
| Maksim Nedasekau            | Saut en hauteur masculin   | 2,28 m        | 12e           | 2,37 m NR   | Médaille de bronze, Jeux olympiques |
| Yauheni Bahutski            | Lancer du disque masculin  | 58,65 m       | 27e           | Éliminé     | Éliminé                             |
| Hleb Dudarau                | Lancer du marteau masculin | 71,60 m       | 27e           | Éliminé     | Éliminé                             |
| Ivan Tsikhan                | 74,57 m                    | 18e           | Éliminé       | Éliminé     |                                     |
| Yury Vasilchanka            | 74,00 m                    | 19e           | Éliminé       | Éliminé     |                                     |
| Aliaksei Katkavets          | Lancer du javelot masculin | 82,72 m       | 9e            | 83,71 m     | 6e                                  |
| Pavel Mialeshka             | Lancer du javelot masculin | 82,64 m       | 11e           | 82,28 m     | 10e                                 |
| Karyna Demidik              | Saut en hauteur féminin    | 1,90 m        | 19e           | Éliminée    | Éliminée                            |
| Iryna Zhuk                  | Saut à la perche féminin   | 4,55 m        | 8e            | 4,50 m      | 8e                                  |
| Nastassia Mironchyk-Ivanova | Saut en longueur féminin   | 6,55 m        | 14e           | Éliminée    | Éliminée                            |
| Viyaleta Skvartsova         | Triple saut féminin        | 14,05 m       | 18e           | Éliminée    | Éliminée                            |
| Aliona Dubitskaya           | Lancer du poids féminin    | 18,89 m       | 3e            | 18,73 m     | 9e                                  |
| Hanna Malyshchyk            | Lancer du marteau féminin  | 70,80 m       | 13e           | Éliminée    | Éliminée                            |
| Nastassia Maslava           | Lancer du marteau féminin  | 65,15 m       | 28e           | Éliminée    | Éliminée                            |
| Tatsiana Khaladovich        | Lancer du javelot féminin  | 60,78 m       | 13e           | Éliminée    | Éliminée                            |

| Athlète     | Épreuve  | 100 m  | SL     | LP      | SH     | 400 m   | 110 H   | LD      | SP     | LJ      | 1 500 m       | Total | Rang |
| ----------- | -------- | ------ | ------ | ------- | ------ | ------- | ------- | ------- | ------ | ------- | ------------- | ----- | ---- |
| Vitali Zhuk | Résultat | 11 s 4 | 6,93 m | 16,23 m | 1,96 m | 49 s 22 | 14 s 95 | 47,01 m | 5,10 m | 59,49 m | 4 min 42 s 57 | 8 131 | 13e  |
| Vitali Zhuk | Points   | 852    | 797    | 865     | 767    | 851     | 856     | 808     | 941    | 730     | 664           | 8 131 | 13e  |

### Aviron
| Athlète                         | Compétition                         | Série         | Série | Repêchages    | Repêchages | Quarts de finale | Quarts de finale | Demi-finale                   | Demi-finale | Finale                 | Finale |
| Athlète                         | Compétition                         | Temps         | Rang  | Temps         | Rang       | Temps            | Rang             | Temps                         | Rang        | Temps                  | Rang   |
| ------------------------------- | ----------------------------------- | ------------- | ----- | ------------- | ---------- | ---------------- | ---------------- | ----------------------------- | ----------- | ---------------------- | ------ |
| Dzmitry Furman Siarhei Valadzko | Deux sans barreur masculin          | 7 min 5 s 65  | 4e    | 6 min 52 s 82 | 3e         | Non qualifiés    | Non qualifiés    | Demi-finale A/B 6 min 30 s 66 | 5e          | Finale B 6 min 25 s 88 | 8e     |
| Tatsiana Klimovich              | Skiff féminin                       | 7 min 51 s 86 | 2e    | Exempté       | Exempté    | 8 min 9 s 4      | 4e               | Demi-finale C/D 7 min 33 s 78 | 2e          | Finale C 7 min 39 s 53 | 13e    |
| Alena Furman Ina Nikulina       | Deux de couple poids légers féminin | 7 min 10 s 15 | 4e    | 7 min 26 s 99 | 2e         | Non qualifiées   | Non qualifiées   | Demi-finale A/B 6 min 54 s 78 | 6e          | Finale B 6 min 57 s 84 | 11e    |

### Boxe
| Athlète               | Catégorie               | 1/16e de finale        | 1/8e de finale                  | Quart de finale     | Demi-finale         | Finale              | Rang    |
| Athlète               | Catégorie               | Adversaire Résultat    | Adversaire Résultat             | Adversaire Résultat | Adversaire Résultat | Adversaire Résultat | Rang    |
| --------------------- | ----------------------- | ---------------------- | ------------------------------- | ------------------- | ------------------- | ------------------- | ------- |
| Dzmitry Asanau        | Légers hommes (-63 kg)  | Al-Kasbeh Victoire 5-0 | Oliveira Défaite 2-3            | Éliminé             | Éliminé             | Éliminé             | Éliminé |
| Aliaksandr Radzionau  | Welters hommes (-69 kg) | Ekinci Victoire 3-2    | McCormack Défaite 0-5           | Éliminé             | Éliminé             | Éliminé             | Éliminé |
| Vitali Bandarenka     | Moyens hommes (-75 kg)  | Isley Défaite 0-5      | Éliminé                         | Éliminé             | Éliminé             | Éliminé             | Éliminé |
| Uladzislau Smiahlikau | Lourds hommes (-91 kg)  | Exempté                | Plodzicki-Faoagali Victoire 4-1 | Nyika Défaite 0-5   | Éliminé             | Éliminé             | Éliminé |

### Canoë-kayak
| Athlète                                                             | Compétition       | Série          | Série | Quarts de finale | Quarts de finale | Demi-finale    | Demi-finale | Finale Finale B Finale C | Finale Finale B Finale C           |
| Athlète                                                             | Compétition       | Temps          | Rang  | Temps            | Rang             | Temps          | Rang        | Temps                    | Rang                               |
| ------------------------------------------------------------------- | ----------------- | -------------- | ----- | ---------------- | ---------------- | -------------- | ----------- | ------------------------ | ---------------------------------- |
| Aleh Yurenia                                                        | K1 1 000 m hommes | 3 min 43 s 444 | 1er   | Non qualifié     | Non qualifié     | 3 min 27 s 323 | 6e          | Finale B 3 min 27 s 190  | 12e                                |
| Mikita Borykau Aleh Yurenia                                         | K2 1 000 m hommes | 3 min 18 s 952 | 5e    | 3 min 10 s 126   | 1er              | 3 min 18 s 875 | 3e          | Finale A 3 min 17 s 769  | 7e                                 |
| Mikita Borykau Ilya Fedarenka Uladzislau Litvinau Dzmitry Natynchyk | K4 500 m hommes   | 1 min 22 s 896 | 3e    | 1 min 23 s 848   | 2e               | 1 min 24 s 206 | 3e          | Finale A 1 min 24 s 510  | 5e                                 |
| Alena Nazdrova                                                      | C1 200 m femmes   | 46 s 731       | 3e    | 46 s 950         | 1re              | 48 s 120       | 5e          | Finale B 48 s 085        | 11e                                |
| Nadzeya Makarchanka Daryna Pikuleva                                 | C2 500 m femmes   | 2 min 9 s 799  | 6e    | 2 min 4 s 951    | 3e               | 2 min 7 s 205  | 5e          | Finale B 2 min 4 s 351   | 10e                                |
| Volha Khudzenka                                                     | K1 500 m femmes   | 1 min 50 s 732 | 3e    | Non qualifiée    | Non qualifiée    | 1 min 52 s 755 | 3e          | Finale B 1 min 55 s 933  | 14e                                |
| Maryna Paltaran                                                     | K1 500 m femmes   | 1 min 49 s 606 | 2e    | Non qualifiée    | Non qualifiée    | 1 min 56 s 386 | 5e          | Finale C 1 min 57 s 057  | 22e                                |
| Volha Khudzenka Maryna Paltaran                                     | K2 500 m femmes   | 1 min 43 s 377 | 2e    | Non qualifiées   | Non qualifiées   | 1 min 37 s 198 | 3e          | Finale A 1 min 37 s 647  | 6e                                 |
| Volha Khudzenka Maryna Paltaran Marharyta Makhneva Nadzeya Papok    | K4 500 m femmes   | 1 min 34 s 785 | 3e    | 1 min 35 s 534   | 1re              | 1 min 36 s 672 | 2e          | Finale A 1 min 36 s 073  | Médaille d'argent, Jeux olympiques |

### Cyclisme

#### Sur piste
| Athlète            | Compétition   | Scratch | Scratch | Course tempo | Course tempo | Élimination | Élimination | Course aux points | Course aux points | Total | Rang |
| Athlète            | Compétition   | Rang    | Points  | Rang         | Points       | Rang        | Points      | Rang              | Points            | Total | Rang |
| ------------------ | ------------- | ------- | ------- | ------------ | ------------ | ----------- | ----------- | ----------------- | ----------------- | ----- | ---- |
| Yauheni Karaliok   | Omnium hommes | 18e     | 6       | 14e          | 14           | 18e         | 6           | 10e               | 50                | 76    | 12e  |
| Tatsiana Sharakova | Omnium femmes | 11e     | 20      | 15e          | 12           | 19e         | 4           | 14e               | 0                 | 36    | 16e  |

#### Sur route
| Athlète               | Compétition     | Temps           | Rang |
| --------------------- | --------------- | --------------- | ---- |
| Aleksandr Riabushenko | Course en ligne | 6 h 21 min 46 s | 66e  |

| Athlète          | Compétition      | Temps          | Rang |
| ---------------- | ---------------- | -------------- | ---- |
| Alena Amialiusik | Contre-la-montre | 33 min 21 s 41 | 16e  |
| Alena Amialiusik | Course en ligne  | 3 h 55 min 5 s | 17e  |

### Équitation
| Athlète           | Cheval          | Compétition | Dressage  | Dressage | Cross-country | Cross-country | Cross-country | Saut d'obstacles | Saut d'obstacles | Saut d'obstacles | Saut d'obstacles | Saut d'obstacles | Saut d'obstacles | Total     | Total   |
| Athlète           | Cheval          | Compétition | Dressage  | Dressage | Cross-country | Cross-country | Cross-country | Qualification    | Qualification    | Qualification    | Finale           | Finale           | Finale           | Total     | Total   |
| Athlète           | Cheval          | Compétition | Pénalités | Rang     | Pénalités     | Total         | Rang          | Pénalités        | Total            | Rang             | Pénalités        | Total            | Rang             | Pénalités | Rang    |
| ----------------- | --------------- | ----------- | --------- | -------- | ------------- | ------------- | ------------- | ---------------- | ---------------- | ---------------- | ---------------- | ---------------- | ---------------- | --------- | ------- |
| Alexander Zelenko | Carlo Grande Jr | Individuel  | 31,00     | 18e      | 61,60         | 92,60         | 46e           | Forfait          | Forfait          | Forfait          | Forfait          | Forfait          | Forfait          | Forfait   | Forfait |

### Gymnastique

#### Artistique
| Athlète        | Compétition      | Qualifications | Qualifications      | Qualifications | Qualifications | Qualifications | Qualifications | Finale   | Finale              | Finale   | Finale   | Finale   | Finale   |
| Athlète        | Compétition      | Appareil       | Appareil            | Appareil       | Appareil       | Total          | Rang           | Appareil | Appareil            | Appareil | Appareil | Total    | Rang     |
| Athlète        | Compétition      | Saut           | Barres asymétriques | Poutre         | Sol            | Total          | Rang           | Saut     | Barres asymétriques | Poutre   | Sol      | Total    | Rang     |
| -------------- | ---------------- | -------------- | ------------------- | -------------- | -------------- | -------------- | -------------- | -------- | ------------------- | -------- | -------- | -------- | -------- |
| Hanna Traukova | Concours général | 12,600         | 11,966              | 10,833         | 10,833         | 46,232         | 77e            | Éliminée | Éliminée            | Éliminée | Éliminée | Éliminée | Éliminée |

#### Rythmique
| Athlète          | Qualification | Qualification | Qualification | Qualification | Qualification | Qualification | Finale | Finale | Finale | Finale | Finale  | Finale                              |
| Athlète          |               |               |               |               | Total         | Rang          |        |        |        |        | Total   | Rang                                |
| ---------------- | ------------- | ------------- | ------------- | ------------- | ------------- | ------------- | ------ | ------ | ------ | ------ | ------- | ----------------------------------- |
| Alina Harnasko   | 26,400        | 27,200        | 23,900        | 21,750        | 99,250        | 4e            | 26,500 | 27,500 | 27,400 | 21,100 | 102,700 | Médaille de bronze, Jeux olympiques |
| Anastasiia Salos | 25,700        | 26,300        | 24,550        | 22,600        | 99,150        | 5e            | 25,425 | 23,000 | 24,950 | 21,800 | 95,175  | 8e                                  |

| Athlète                                                                                        | Qualification | Qualification | Qualification | Qualification | Finale | Finale | Finale | Finale |
| Athlète                                                                                        | 5             | 4 + 3         | Total         | Rang          | 5      | 4 + 3  | Total  | Rang   |
| ---------------------------------------------------------------------------------------------- | ------------- | ------------- | ------------- | ------------- | ------ | ------ | ------ | ------ |
| Hanna Haidukevich Anastasiya Malakanava Anastasiya Rybakova Arina Tsitsilina Karyna Yarmolenka | 36,000        | 43,650        | 79,650        | 8e            | 45,750 | 38,300 | 84,050 | 5e     |

#### Trampoline
| Athlète              | Compétition     | Qualifications | Qualifications | Finale | Finale                         |
| Athlète              | Compétition     | Score          | Rang           | Score  | Rang                           |
| -------------------- | --------------- | -------------- | -------------- | ------ | ------------------------------ |
| Uladzislau Hancharou | Concours hommes | 113,400        | 2e             | 60,565 | 4e                             |
| Ivan Litvinovich     | Concours hommes | 113,555        | 1re            | 61,715 | Médaille d'or, Jeux olympiques |

### Haltérophilie
| Athlète             | Compétition           | Arraché  | Arraché | Épaulé-jeté | Épaulé-jeté | Total  | Rang    |
| Athlète             | Compétition           | Résultat | Rang    | Résultat    | Rang        | Total  | Rang    |
| ------------------- | --------------------- | -------- | ------- | ----------- | ----------- | ------ | ------- |
| Yauheni Tsikhantsou | Moins de 96 kg hommes | 173 kg   | 6e      | 201 kg      | Abandon     | 173 kg | Abandon |
| Darya Naumava       | Moins de 76 kg femmes | 103 kg   | 6e      | 131 kg      | 5e          | 234 kg | 5e      |

### Judo
| Athlète          | Compétition            | 1er tour                  | 2e tour                    | Quart de finale     | Demi-finale         | Repêchage           | Finale / MB         | Rang     |
| Athlète          | Compétition            | Adversaire Résultat       | Adversaire Résultat        | Adversaire Résultat | Adversaire Résultat | Adversaire Résultat | Adversaire Résultat | Rang     |
| ---------------- | ---------------------- | ------------------------- | -------------------------- | ------------------- | ------------------- | ------------------- | ------------------- | -------- |
| Dzmitry Minkou   | Moins de 66 kg hommes  | El-Idrissi Victoire 10-00 | Baskhüü (en) Défaite 00-10 | Éliminé             | Éliminé             | Éliminé             | Éliminé             | Éliminé  |
| Mikita Sviryd    | Moins de 100 kg hommes | Frey Défaite 00-10        | Éliminé                    | Éliminé             | Éliminé             | Éliminé             | Éliminé             | Éliminé  |
| Maryna Slutskaya | Plus de 78 kg femmes   | Wood Victoire 10-00       | Han Défaite 00-10          | Éliminée            | Éliminée            | Éliminée            | Éliminée            | Éliminée |

### Lutte
| Athlète                     | Compétition   | Huitièmes de finale       | Quarts de finale         | Demi-finale            | Repêchage           | Finale 3e place Classement   | Rang                                |
| Athlète                     | Compétition   | Adversaire Résultat       | Adversaire Résultat      | Adversaire Résultat    | Adversaire Résultat | Adversaire Résultat          | Rang                                |
| --------------------------- | ------------- | ------------------------- | ------------------------ | ---------------------- | ------------------- | ---------------------------- | ----------------------------------- |
| Magomedkhabib Kadimagomedov | 74 kg hommes  | Garzón Victoire 12-8      | Dake Victoire 11-0       | Chamizo Victoire 9-7   | Exempté             | Sidakov Défaite 0-7          | Médaille d'argent, Jeux olympiques  |
| Ali Shabanau                | 86 kg hommes  | Taylor Défaite 0-11       | Non qualifié             | Non qualifié           | Amine Défaite 0-2   | Éliminé                      | Éliminé                             |
| Aliaksandr Hushtyn          | 97 kg hommes  | Salas Défaite 3-4         | Éliminé                  | Éliminé                | Éliminé             | Éliminé                      | Éliminé                             |
| Dzianis Khramiankou         | 125 kg hommes | Lkhagvagerel Défaite 4-8  | Éliminé                  | Éliminé                | Éliminé             | Éliminé                      | Éliminé                             |
| Vanesa Kaladzinskaya        | 53 kg femmes  | Ana Victoire 10-0         | Phogat Victoire 9-3 (VT) | Pang Défaite 2-2 (DP)  | Exemptée            | Winchester Victoire 4-0 (VT) | Médaille de bronze, Jeux olympiques |
| Iryna Kurachkina            | 57 kg femmes  | Malik Victoire 8-2        | Koblova Victoire 6-3     | Nikolova Victoire 11-0 | Exemptée            | Kawai Défaite 0-5            | Médaille d'argent, Jeux olympiques  |
| Vasilisa Marzaliuk          | 76 kg femmes  | Rotter-Focken Défaite 2-1 | Non qualifiée            | Non qualifiée          | Zhou Défaite 1-2    | Éliminée                     | Éliminée                            |

| Athlète         | Compétition | Qualification        | Huitième de finale  | Quart de finale     | Demi-finale         | Repêchage           | Finale 3e place Classement | Rang    |
| Athlète         | Compétition | Adversaire Résultat  | Adversaire Résultat | Adversaire Résultat | Adversaire Résultat | Adversaire Résultat | Adversaire Résultat        | Rang    |
| --------------- | ----------- | -------------------- | ------------------- | ------------------- | ------------------- | ------------------- | -------------------------- | ------- |
| Kiryl Maskevich | 87 kg       | Metwally Défaite 1-9 | Éliminé             | Éliminé             | Éliminé             | Éliminé             | Éliminé                    | Éliminé |

### Natation
| Athlète                                                                        | Épreuve                    | Série         | Série   | Demi-finale | Demi-finale | Finale    | Finale    |
| Athlète                                                                        | Épreuve                    | Temps         | Rang    | Temps       | Rang        | Temps     | Rang      |
| ------------------------------------------------------------------------------ | -------------------------- | ------------- | ------- | ----------- | ----------- | --------- | --------- |
| Ilya Shymanovich                                                               | 100 m brasse masculin      | 59 s 33       | 9e      | 59 s 8      | 7e          | 59 s 36   | 8e        |
| Mikita Tsmyh                                                                   | 100 m dos masculin         | 54 s 88       | 33e     | Éliminé     | Éliminé     | Éliminé   | Éliminé   |
| Yauhen Tsurkin                                                                 | 100 m papillon masculin    | 52 s 90       | 42e     | Éliminé     | Éliminé     | Éliminé   | Éliminé   |
| Artsiom Machekin Ilya Shymanovich Mikita Tsmyh Yauhen Tsurkin                  | 4 × 100 m 4 nages masculin | 3 min 34 s 12 | 12e     | Non disputé | Non disputé | Éliminés  | Éliminés  |
| Anastasiya Shkurdai                                                            | 100 m nage libre féminin   | 55 s 17       | 28e     | Éliminée    | Éliminée    | Éliminée  | Éliminée  |
| Anastasiya Shkurdai                                                            | 100 m brasse féminin       | Forfait       | Forfait | Éliminée    | Éliminée    | Éliminée  | Éliminée  |
| Anastasiya Shkurdai                                                            | 100 m papillon féminin     | 56 s 99       | 7e      | 57 s 19     | 8e          | 57 s 5    | 8e        |
| Alina Zmushka                                                                  | 100 m brasse féminin       | 1 min 7 s 58  | 21e     | Éliminée    | Éliminée    | Éliminée  | Éliminée  |
| Alina Zmushka                                                                  | 200 m brasse féminin       | 2 min 27 s 59 | 26e     | Éliminée    | Éliminée    | Éliminée  | Éliminée  |
| Nastassia Karakouskaya Anastasiya Kuliashova Anastasiya Shkurdai Alina Zmushka | 4 × 100 m 4 nages féminin  | 4 min 0 s 49  | 12e     | Non disputé | Non disputé | Éliminées | Éliminées |
| Anastasiya Kuliashova Anastasiya Shkurdai Ilya Shymanovich Mikita Tsmyh        | 4 × 100 m 4 nages mixte    | 3 min 46 s 35 | 12e     | Non disputé | Non disputé | Éliminés  | Éliminés  |

### Natation synchronisée
| Athlètes                           | Compétition | Qualifications      | Qualifications  | Qualifications | Qualifications | Finale          | Finale                    | Finale          |
| Athlètes                           | Compétition | Programme technique | Programme libre | Total          | Rang           | Programme libre | Programme libre           | Programme libre |
| Athlètes                           | Compétition | Points              | Points          | Total          | Rang           | Points          | Total (technique + libre) | Rang            |
| ---------------------------------- | ----------- | ------------------- | --------------- | -------------- | -------------- | --------------- | ------------------------- | --------------- |
| Vasilina Khandoshka Daria Kulagina | Duo         | 80,0333             | 87,2101         | 175,2434       | 10e            | 87,8000         | 175,0101                  | 11e             |

### Pentathlon moderne
| Athlète               | Compétition           | Escrime (épée, une touche) | Escrime (épée, une touche) | Natation (200 m nage libre) | Natation (200 m nage libre) | Natation (200 m nage libre) | Équitation (saut d'obstacles) | Équitation (saut d'obstacles) | Équitation (saut d'obstacles) | Combiné course/tir (3 200 m / pistolet à 10 m) | Combiné course/tir (3 200 m / pistolet à 10 m) | Combiné course/tir (3 200 m / pistolet à 10 m) | Total | Rang |
| Athlète               | Compétition           | Rang                       | Points                     | Temps                       | Rang                        | Points                      | Pénalités                     | Rang                          | Points                        | Temps                                          | Rang                                           | Points                                         | Total | Rang |
| --------------------- | --------------------- | -------------------------- | -------------------------- | --------------------------- | --------------------------- | --------------------------- | ----------------------------- | ----------------------------- | ----------------------------- | ---------------------------------------------- | ---------------------------------------------- | ---------------------------------------------- | ----- | ---- |
| Ilya Palazkov         | Compétition masculine | 3e                         | 244                        | 2 min 1 s 15                | 14e                         | 308                         | 83,21                         | 29e                           | 262                           | 11 min 35 s 78                                 | 24e                                            | 605                                            | 1 419 | 17e  |
| Anastasiya Prokopenko | Compétition féminine  | 15e                        | 208                        | 2 min 25 s 1                | 34e                         | 260                         | 83,49                         | 22e                           | 283                           | 11 min 49 s 38                                 | 4e                                             | 591                                            | 1 342 | 8e   |
| Volha Silkina         | Compétition féminine  | 12e                        | 217                        | 2 min 15 s 22               | 17e                         | 280                         | 89,07                         | 23e                           | 274                           | 12 min 59 s 81                                 | 23e                                            | 521                                            | 1 292 | 18e  |

### Tennis
| Athlète                     | Épreuve          | 1/32e de finale                | 1/16e de finale                   | 1/8e de finale              | Quarts de finale    | Demi-finale         | Finale / MB         | Rang     |          |
| Athlète                     | Épreuve          | Adversaire Résultat            | Adversaire Résultat               | Adversaire Résultat         | Adversaire Résultat | Adversaire Résultat | Adversaire Résultat | Rang     |          |
| --------------------------- | ---------------- | ------------------------------ | --------------------------------- | --------------------------- | ------------------- | ------------------- | ------------------- | -------- | -------- |
| Egor Gerasimov              | Simple messieurs | Simon Victoire 4-6, 6-3, 6-4   | Fognini Défaite 4-6, 6-74         | Éliminé                     | Éliminé             | Éliminé             | Éliminé             | Éliminé  |          |
| Ilya Ivashka                | Simple messieurs | Monfils Victoire 6-4, 4-6, 7-5 | Kukushkin Victoire 6-74, 6-3, 6-3 | Nishikori Défaite 6-77, 0-6 | Éliminé             | Éliminé             | Éliminé             | Éliminé  |          |
| Egor Gerasimov Ilya Ivashka | Double messieurs | Non disputé                    | Daniell / Venus Défaite 3-6, 6-76 | Éliminés                    | Éliminés            | Éliminés            | Éliminés            | Éliminés | Éliminés |
| Aryna Sabalenka             | Simple dames     | Linette Victoire 6-2, 6-1      | Vekić Défaite 4-6, 6-3, 6-73      | Éliminée                    | Éliminée            | Éliminée            | Éliminée            | Éliminée |          |

### Tir
| Athlète              | Compétition                  | Qualification | Qualification | Finale  | Finale  |
| Athlète              | Compétition                  | Points        | Rang          | Points  | Rang    |
| -------------------- | ---------------------------- | ------------- | ------------- | ------- | ------- |
| Yury Shcherbatsevich | Carabine à air comprimé 10 m | 626,6         | 15e           | Éliminé | Éliminé |
| Yury Shcherbatsevich | Carabine à 50 m 3 positions, | 1 176         | 8e            | 406,3   | 7e      |

| Athlète         | Compétition                  | Qualification | Qualification | Finale   | Finale   |
| Athlète         | Compétition                  | Points        | Rang          | Points   | Rang     |
| --------------- | ---------------------------- | ------------- | ------------- | -------- | -------- |
| Viktoria Chaika | Pistolet à air comprimé 10 m | 576           | 11e           | Éliminée | Éliminée |
| Viktoria Chaika | Pistolet à 25 m,             | 571           | 36e           | Éliminée | Éliminée |
| Maria Martynova | Carabine à air comprimé 10 m | 624,3         | 24e           | Éliminée | Éliminée |
| Maria Martynova | Carabine à 50 m 3 positions  | 1 166         | 17e           | Éliminée | Éliminée |

| Athlète                              | Compétition                   | Qualification 1 | Qualification 1 | Qualification 2 | Qualification 2 | Finale / 3e place  | Finale / 3e place |
| Athlète                              | Compétition                   | Points          | Rang            | Points          | Rang            | Adversaie Résultat | Rang              |
| ------------------------------------ | ----------------------------- | --------------- | --------------- | --------------- | --------------- | ------------------ | ----------------- |
| Yury Shcherbatsevich Maria Martynova | Carabine à air comprimé 10 m, | 622,6           | 23e             | Éliminés        | Éliminés        | Éliminés           | Éliminés          |

### Tir à l'arc
| Athlète                                               | Compétition         | Tour préliminaire | Tour préliminaire | 1er tour              | 2e tour               | 3e tour            | Quarts de finale   | Demi-finale              | Finale / 3e place     | Rang     |
| Athlète                                               | Compétition         | Score             | Rang              | Adversaire Score      | Adversaire Score      | Adversaire Score   | Adversaire Score   | Adversaire Score         | Adversaire Score      | Rang     |
| ----------------------------------------------------- | ------------------- | ----------------- | ----------------- | --------------------- | --------------------- | ------------------ | ------------------ | ------------------------ | --------------------- | -------- |
| Karyna Dziominskaya                                   | Individuel femmes,  | 642               | 29e               | Siddique Victoire 6-5 | Valencia Défaite 3-7  | Éliminée           | Éliminée           | Éliminée                 | Éliminée              | Éliminée |
| Karyna Kazlouskaya                                    | Individuel femmes,  | 607               | 61e               | Valencia Défaite 0-6  | Éliminée              | Éliminée           | Éliminée           | Éliminée                 | Éliminée              | Éliminée |
| Hanna Marusava                                        | Individuel femmes,  | 633               | 39e               | Unruh Victoire 6-4    | Yamauchi Victoire 6-0 | Boari Défaite 5-6  | Éliminée           | Éliminée                 | Éliminée              | Éliminée |
| Karyna Dziominskaya Karyna Kazlouskaya Hanna Marusava | Par équipes femmes, | 1 882             | 12e               | Non disputé           | Non disputé           | Chine Victoire 5-3 | Japon Victoire 5-3 | Corée du Sud Défaite 1-5 | Allemagne Défaite 1-5 | 4e       |

### Voile
| Athlète              | Compétition         | Régate | Régate | Régate | Régate | Régate | Régate | Régate | Régate | Régate | Régate | Régate      | Régate      | Régate | Total net | Rang final |
| Athlète              | Compétition         | 1      | 2      | 3      | 4      | 5      | 6      | 7      | 8      | 9      | 10     | 11          | 12          | CM     | Total net | Rang final |
| -------------------- | ------------------- | ------ | ------ | ------ | ------ | ------ | ------ | ------ | ------ | ------ | ------ | ----------- | ----------- | ------ | --------- | ---------- |
| Mikita Tsirkun       | RS:X hommes         | 17     | 10     | 23     | 17     | 26     | 19     | 21     | 12     | 18     | 23     | 20          | 20          | EL     | 200       | 18e        |
| Tatiana Drozdovskaya | Laser Radial femmes | 25     | 22     | 20     | 25     | 20     | 8      | 17     | 19     | 23     | 19     | Non disputé | Non disputé | EL     | 173       | 21e        |